# Ванга
Ванге́лия Па́ндева Гу́штерова (урождённая Су́рчева, по другим данным — Дими́трова; более известная как Ва́нга или баба Ванга; 3 октября 1911, Струмица, Османская империя — 11 августа 1996, София, Болгария) — слепая болгарская женщина, которой приписывают дар предсказания. Большую часть жизни прожила в городе Петриче на стыке трёх границ (Болгария, Греция, Северная Македония). Последние двадцать лет жизни принимала посетителей в селе Рупите.

## Биография
Ванга родилась 31 января 1911 года в Струмице на территории современной Республики Северной Македонии в семье земледельцев Панде и Параскевы Сурчевых. В то же время историк Раймонд Детрез указывает, что она родилась 3 октября 1911 года в городе Петриче. Имя было дано согласно болгарскому народному обычаю: выход на улицу и спрашивание первого встречного. Но бабушке не понравилось имя Андромаха, и после опроса второй встречной девочку назвали Вангелия, что в переводе с греческого (греч. Ευαγγελία) означает «благая весть». С ранних лет отличалась трудолюбием, которое сохранила на всю жизнь. Мать умерла, когда Ванге было три года. Девочка росла в доме соседки. Вернувшись после войны, овдовевший отец повторно женился.
В 1923 году из-за финансовых трудностей (отец Ванги потерял земельный участок) семья переехала в селение Ново-Село в Македонии, откуда родом был её отец. Там в возрасте 12 лет Ванга, когда возвращалась с двоюродными сёстрами домой, потеряла зрение из-за урагана, во время которого вихрь отбросил её на сотни метров. Она была найдена только вечером, засыпанная ветками и с забитыми песком глазами. Её семья была не в состоянии провести лечение, и в итоге Ванга ослепла (по другой версии, Ванга в 12-летнем возрасте была ослеплена изнасиловавшими её преступниками). В 1925 году она была направлена в Дом слепых в Земуне, Сербия, где провела три года, научившись готовить еду, вязать и читать по азбуке Брайля. Здесь Ванга познакомилась со слепым молодым человеком из состоятельной семьи и собиралась выйти за него замуж, но из-за тяжёлых жизненных обстоятельств в семье (во время четвёртых родов умерла мачеха) она вернулась в дом отца в Струмицу, чтобы помогать заботиться о младших братьях Василе и Томе и сестре Любке.

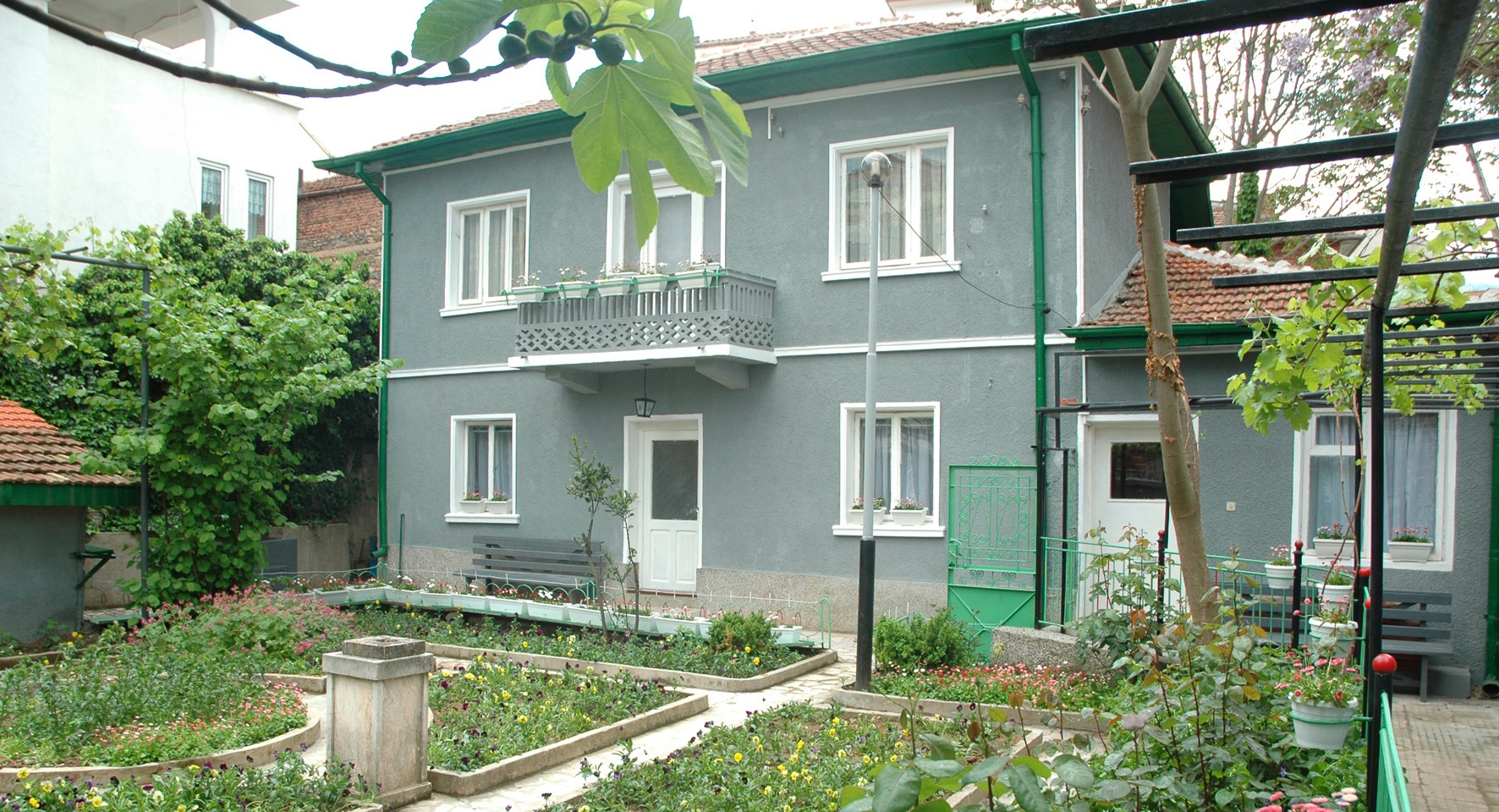
Дом Ванги в городе Петриче

Общественное внимание Ванга впервые привлекла к себе в годы Второй мировой войны, когда по ближайшим к её селению окрестностям прошёл слух, что она наделена сверхъестественными способностями и ясновидением и может определить местонахождение пропавших на войне людей, будь они живы, или места их гибели и захоронения. Этому способствовало то, что накануне 1939 года Ванга сильно простудилась, когда в течение нескольких дней простояла босиком на цементном полу в ожидании выдачи пособия для бедных и, находясь в истощённом состоянии, неожиданно смогла вылечиться от тяжёлой формы плеврита. В 1941 году Вангу второй раз посетил некий «таинственный всадник», после которого у неё якобы стали проявляться сверхъестественные способности. Одним из первых титулованных посетителей Ванги стал царь Болгарии Борис III, который побывал у неё 8 апреля 1942 года.

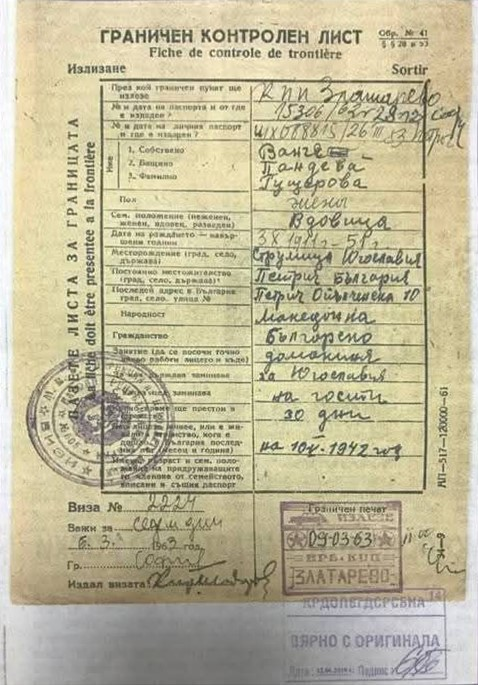
Лист пограничного контроля Бабы Ванги от 1963 года, в котором указано, что она македонка по национальности.

В мае 1942 года Ванга встретила служившего в 14-м интендантском полку болгарской армии 23-летнего македонца Димитра Гуштерова из села Крынджилица Петрической околии, у которого злоумышленники обокрали и убили брата занимавшегося скототорговлей, после смерти которого остались сиротами трое детей и вдова, болевшая туберкулезом. 10 мая 1942 года Ванга вышла замуж за Гуштерова, и вместе они переехали в Петрич. Жили супруги в доме у свекрови, с которой Ванге удалось выстроить такие хорошие отношения, что та разрешила пустить жить её сестру Любку. Среди других домочадцев также были больная жена деверя и его дети, как и двое детей других братьев мужа. Гуштеров, из-за чрезмерного пристрастия к ракии, страдал алкоголизмом и скончался 1 апреля 1962 года в возрасте 42-х лет от цирроза печени. Спустя несколько лет после смерти мужа, Ванга усыновила мальчика-сироту по имени Димитр Волчев, заменившего ей родного сына и впоследствии ставшего работником прокуратуры.
Васил, младший брат Ванги, являвшийся во время Второй Мировой войны командиром партизанской сапёрной группы, погиб 8 октября 1944 года в возрасте 23-х лет, оказавшись, после успешного подрыва моста у села Фурка, в немецком плену, где его сначала подвергли жестоким пыткам (включая помещение ему в уши раскалённого железа), а затем в полусознательном состоянии расстреляли. В назидание остальным, его труп был обезображен и брошен во дворе.

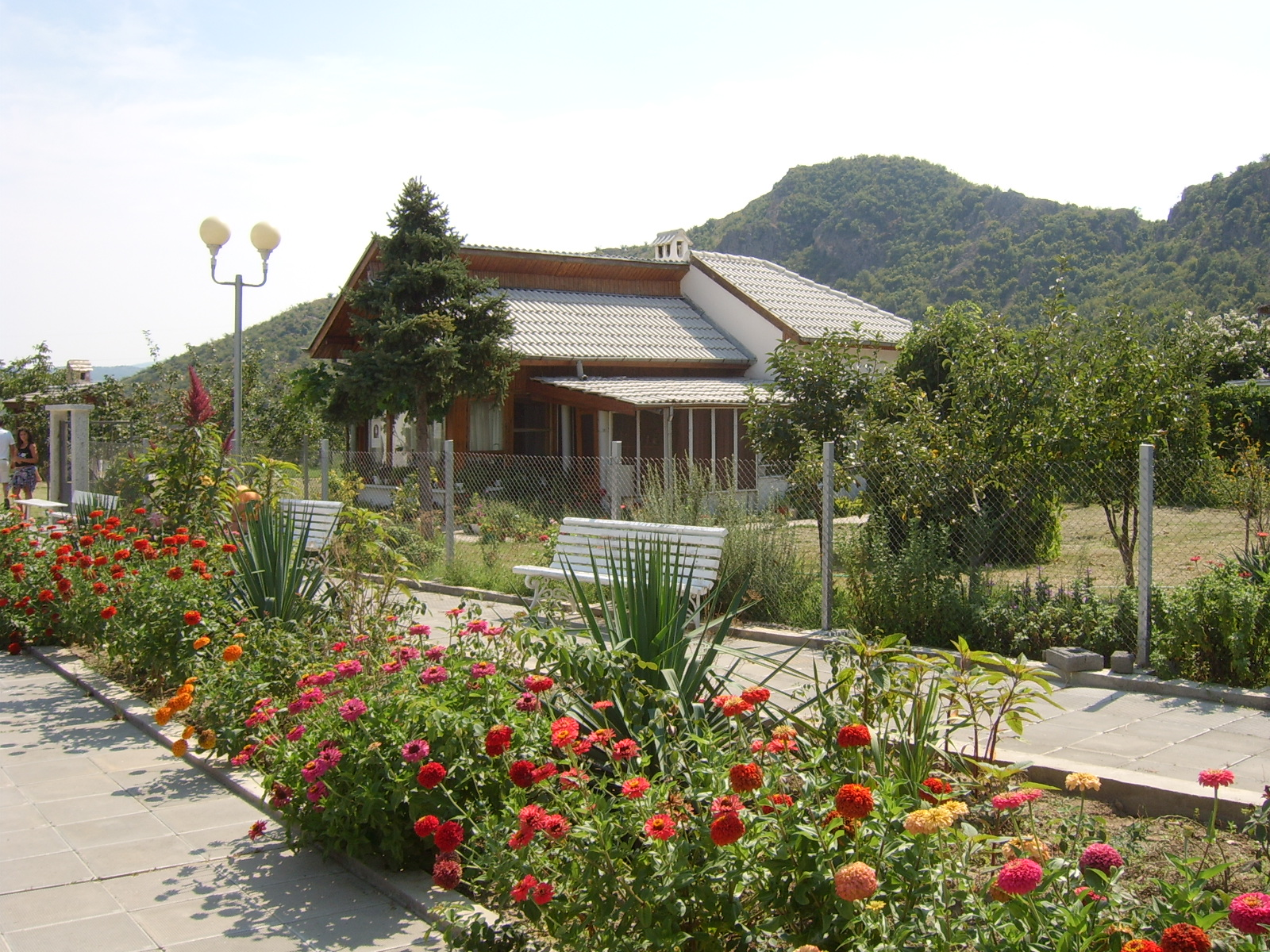
Дом Ванги в Рупите

Ванга скончалась 11 августа 1996 года в возрасте 85 лет в Софии в клинике «Лозинец» от рака правой груди, отказавшись от лечения и проведения хирургической операции. Своим душеприказчиком Ванга назначила доктора Наполеонова, старейшего в Петриче общественного деятеля, завещав всё своё имущество, включая два своих дома в Петриче и Рупите, в собственность государства.

## Деятельность и взгляды
По заявлениям последователей, Ванга была способна как с большой точностью определить заболевания людей, так и предсказывать их дальнейшую судьбу, часто направляла к врачам и целителям, которых, как утверждалось, не знала и говорила о них следующим образом — такой-то человек проживает в таком-то городе.
По сообщениям самой Ванги, своими способностями она обязана неким невидимым существам, происхождение которых она не была в состоянии объяснить. Племянница Ванги, Красимира Стоянова, говорила, что Ванга разговаривала с душами умерших или, в случае, когда умершие не могли дать ответа, с неким нечеловеческим голосом. Так на вопрос Стояновой: «Ты разговариваешь с духами?» Ванга ответила следующее: «Приходят много и все разные. Тех, которые приходят и постоянно рядом, я понимаю». Работала с посетителями она следующим образом: «Когда передо мной стоит человек, вокруг него собираются все умершие близкие. Они сами задают мне вопросы и охотно отвечают на мои. То, что я услышу от них, я и передаю живым». При этом после каждого такого сеанса Ванга говорила: «мне становится плохо, а потом я целый день как разбитая» и «я теряю много энергии, мне становится плохо, я долго пребываю в унынии». Однажды, по свидетельству Стояновой, Ванга заявила следующее: «Я душа Жанны д’Арк. Я явилась издалека и направляюсь в Анголу. Там сейчас обильно льётся кровь, и я должна помочь установить мир там».
Поэт и писатель В. М. Сидоров вспоминал: "Контакты с незримым миром были для Ванги незыблемой реальностью. Она не делала из них секрета, да и как могла она это сделать, когда все свои сведения — подчас малоизвестные, а то и вовсе неизвестные — она, по собственному признанию, получала оттуда. Жаловалась: "Иногда сплю всего лишь один час в сутки. Духи не дают покоя. Тормошат, будят. Говорят: «„Вставай. Пора работать“». При этом он отметил: «По описанию Ванги, духи прозрачны и бесцветны („как вода в стакане“). Но в то же время они светятся („как жар в печи“). Ведут себя как люди. Сидят. Ходят. Смеются. Плачут.». По словам Сидорова Ванга любила с ним встречаться потому что: «С тобой приходят духи. Много-много духов. По большей части я их не знаю. Это те, которые жили ещё до Ленина и которые выше Ленина».
Ванге оказывали свою поддержку министр культуры Народной Республики Болгарии и член Политбюро Центрального комитета Болгарской коммунистической партии Людмила Живкова — дочь Генерального секретаря ЦК БКП, Председателя Государственного Совета Народной Республики Болгарии Тодора Живкова. С 1973 года и вплоть до самой смерти Живковой в 1981 году, Ванга являлась её близкой подругой и помогла пережить последствия тяжёлой автокатастрофы. Живкова познакомила Вангу с С. Н. Рерихом и Сатья Саи Бабой. Поддержку Ванге также оказывал и сам Тодор Живков.
В 1967 году она была оформлена как государственная служащая. С этого момента она стала получать официальную заработную плату — 200 долларов в месяц, а визит к ней стоил для граждан социалистических государств 10 левов, для граждан «западных» государств — 50 долларов, хотя до этого момента Ванга принимала людей бесплатно, принимая лишь разные подарки . Ванге в помощь были выделены два секретаря, занимавшиеся рассмотрением заявлений на приём, а также личный водитель. При этом в Петриче для приезжающих к ней посетителей была построена отдельная гостиница. В 1970-е годы, когда она приобрела всеболгарскую известность, Ванга ежегодно принимала около 100 тысяч человек. Только лишь в одном 1976 году Вангу посетило 102 тысячи человек. Всего за 55 лет своей деятельности, начиная с 1942 года, у ней побывало более миллиона посетителей, хотя наибольшее их число пришлось на последние двадцать пять лет жизни Ванги. Хотя в самые последние годы у неё было всего лишь десять-пятнадцать посетителей, каждому из которых она уделяла по три-четыре минуты. Поскольку долгие годы рабочий график был очень напряжённым, то Ванга часто жаловалась, что в Болгарии её рабочий день является самым длинным: «Я следующая за червями, только они работают дольше меня».

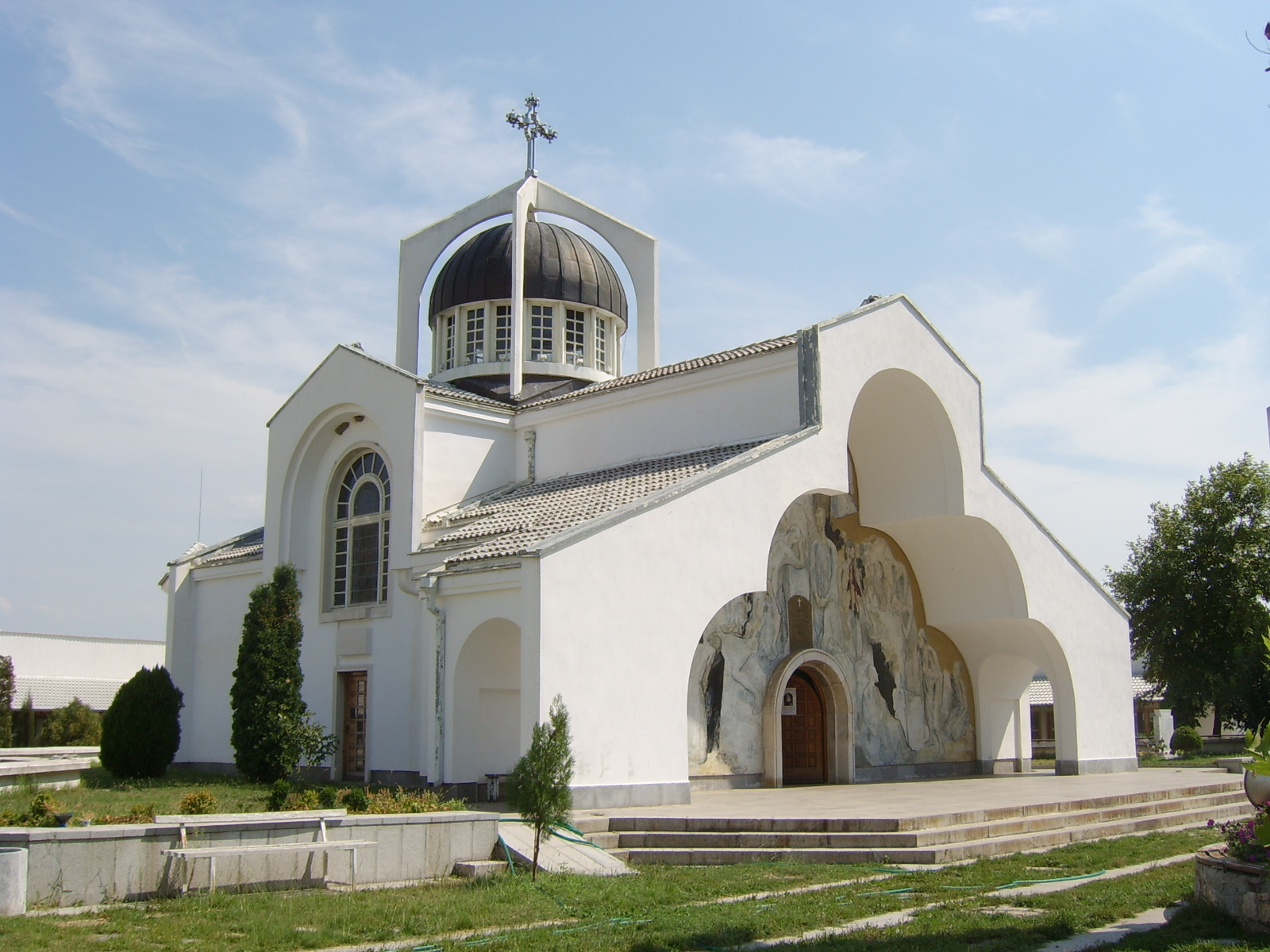
Часовня Святой Параскевы (Рупите)

В 1981 году Ванга сообщила, что Земля «была под очень плохими звёздами, но в следующем году она будет заселена новыми „духами“. Они принесут благость и надежду».
В 1994 году на средства Ванги по проекту архитекторов Богдана Томалевского и Лозана Лозанова в селе Рупите была построена часовня Святой Параскевы. Фрески и иконы выполнены художником Светлином Русевым, резьбу по дереву сделал Григор Паунов, а скульптором выступил Крум Дамянов. Ввиду неканоничности как архитектуры здания, так и настенных изображений, часовня не была освящена Болгарской православной церковью, поэтому про здание просто говорят «храм», не уточняя его принадлежность. По словам настоятеля храма св. Архангела Михаила, который расположен в г. Варне, Болгария, «она действительно построила на свои средства храм, который расписан одним из известных болгарских художников. Но он явно впервые пробовал себя в церковной живописи, отчего получилось нечто ужасное, в прямом смысле этого слова».

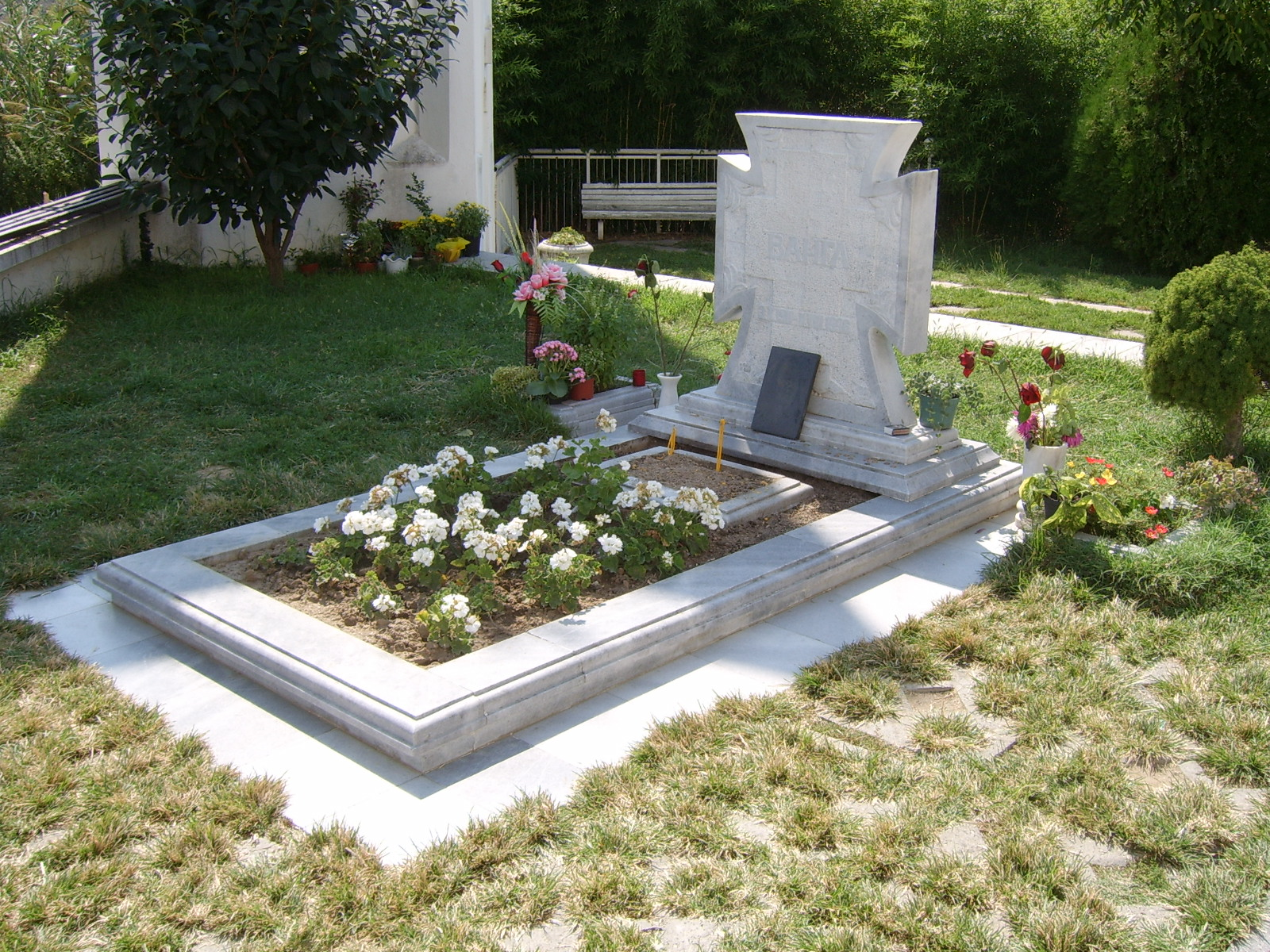
Могила Ванги

Незадолго до своей кончины Ванга сообщила в разговоре со своей племянницей Красимирой Стояновой, что Землю посещают инопланетные корабли с планеты, звучащей как «Вамфим», «третьей по счёту от планеты Земля», а другая цивилизация готовит большое событие; встреча же с этой цивилизацией произойдёт через 200 лет. В то время как самостоятельно земляне бессильны установить контакт с инопланетянами, поскольку «наши гости» сами «осуществляют, сообразуясь со своим желанием». При этом третьей планетой Солнечной системы, при любом подсчёте, оказываются Меркурий, Сатурн или Юпитер, совершенно не пригодные для зарождения жизни в любом виде.
В целом, мировоззрение Ванги представляло собой синтез различных направлений христианства с восточными религиями, включая буддизм и индуизм, а также теософией Е. П. Блаватской и учению «Живая этика» Н. К. и Е. И. Рерихов, к которым она хорошо относилась. Кандидат философских наук, иеромонах Иов (Гумеров) и исследователь Б. В. Соколов приводят свидетельство племянницы Ванги — Красимиры Стояновой, которая писала о встрече с писателем Л. М. Леоновым: «У Ванги было тогда вдохновение, и она говорила о судьбоносных для его страны событиях. Осуществила связь с давно умершей ясновидящей русского происхождения — Еленой Блаватской. Мы действительно услышали удивительные вещи». Также Гумеров приводит свидетельство Стояновой о посещении Ванги сыном Рерихов — Святославом: «Когда Вангу посетил Святослав Рерих, она сказала ему: „Отец твой был не просто художником, а и вдохновенным пророком. Все его картины — прозрения, предсказания. Они зашифрованы, но внимательное и чуткое сердце подскажет зрителю шифр“». Святого Сергия Радонежского Ванга считала пророком и описывала его образ, как на картине Н. К. Рериха.
".. далеко не всё можно отвергнуть, как добытое «штатом осведомителей». Кстати, при штате осведомителей, вряд ли имеющемся, куда деть найденных в болотах, в чаще лесов коров и телят – по точному указанию Ванги: «Как странно – корова, а говорит, где она!»" - Магия мозга и лабиринты жизни - Бехтерева

## Критика
Академик РАН Е. Б. Александров, председатель Комиссии по борьбе с лженаукой и фальсификацией научных исследований, ссылаясь на мнение другого члена комиссии Юрия Горного, охарактеризовал феномен Ванги следующим образом:

Ванга — это отлично раскрученный государственный бизнес, благодаря которому захолустный край превратился в место паломничества толп со всего мира. Знаете, кто на Вангу молился больше всего? Таксисты, официанты в кафе, персонал гостиниц — люди, которые благодаря «ясновидящей» имели отличный стабильный заработок. Все они охотно собирали для Ванги предварительную информацию: откуда человек приехал, зачем, на что надеется. А Ванга потом эти сведения выкладывала клиентам так, словно сама их увидела. Помогали с досье на клиентов и спецслужбы, под прикрытием которых работал государственный бренд. Та же Бехтерева, которая ездила к Ванге, рассказывала, что на приём можно было попасть, лишь заручившись разрешением спецслужб.
А. Л. Дворкин в своих воспоминаниях приводит случай с митрополитом Нафанаилом, который был приглашён Вангой в свой дом, поскольку та передала через посланцев, что нуждается в совете. Однако, после того как митрополит посетил Вангу с крестом-мощевиком с частицей Честного Креста Господня, произошло следующее:

Вдруг она прервалась и изменившимся — низким, хриплым — голосом с усилием проговорила: «Сюда кто-то зашёл. Пусть он немедленно бросит на пол ЭТО!» «Что „это“?» — спросили у Ванги ошеломлённые окружающие. И тут она сорвалась на бешеный крик: «ЭТО! Он держит ЭТО в руках! ЭТО мешает мне говорить! Из-за ЭТОГО я ничего не вижу! Я не хочу, чтобы ЭТО было в моем доме!» — вопила старуха, стуча ногами и раскачиваясь.
Журналист газеты «Работническо дело» Василь Стоянов отметил:

Ванга — весьма успешный коммерческий проект Болгарии. С 1967 по 1991 год она заработала для государства 10 миллионов долларов. Однако Вангу держали в ежовых рукавицах — когда у неё нашли 90 тысяч левов (это примерно как в рублях СССР), разразился скандал, накопления конфисковали.
Племянница Ванги Красимира Стоянова вспоминала, что «на неё смотрели как на человека, распространяющего суеверия, верующего в Бога, гадающего» и «всё это никак не нравится коммунистам, поскольку противоречит их атеизму», добавив следующее: «Позже, в 1966—1967 годах, по местному радио над ней насмехались постоянно, выпускали материалы против неё, в газетах её образ рисовали как образ Бабы-яги — с метлой, мундштуком, чёрным котом».
Блогер Михаил Лидин на форуме «Учёные против мифов» разбирал историю о том, как Ванга пыталась помочь в раскрытии преступления и это оказалось бесполезным.

### Несбывшиеся предсказания и махинации на имени Ванги. Мифы, связанные с её именем
Имя Ванги часто упоминается на страницах жёлтой прессы. Ванге приписывают различные предсказания, которые зачастую противоречат друг другу. Существуют документально не подтверждённые мнения, что Ванга предсказала смерть Сталина, аварию на Чернобыльской АЭС, победу Бориса Ельцина на президентских выборах 1996 года, террористические акты 11 сентября 2001 года, а также победу Топалова на чемпионате мира по шахматам. В начале 1993 года Ванга как будто сообщила, что СССР возродится в первой четверти XXI века и Болгария будет в его составе. А в России родится много новых людей, которые сумеют изменить мир. В 1994 году Ванга предрекала: «В начале XXI века человечество избавится от рака. Наступит день, и рак будет закован в „железные цепи“». Она разъяснила эти слова таким образом, что «лекарство против онкологических заболеваний должно содержать много железа». Она также считала, что изобретут и лекарство от старости. Изготовят его из гормонов коня, собаки и черепахи: «Конь силён, собака вынослива, а черепаха долго живёт». Перед смертью Ванга произнесла: «Придёт время чудес и время больших открытий в области нематериального. Будут и великие археологические открытия, которые в корне изменят наши представления о мире с древнейших времён. Так предопределено». Например, после аварии на АЭС «Фукусима» «Комсомольская правда» сообщила о грядущей ядерной катастрофе, которую якобы предсказала Ванга: «В результате выпадения радиоактивных осадков в Северном полушарии не останется ни животных, ни растительности», а спустя 2,5 года нехотя признала это пророчество несбывшимся.
В то же время люди, знавшие Вангу лично, говорят, что она не давала предсказаний о гибели подводной лодки «Курск», как и прочих событий, а большинство всех этих сообщений — мифы и неправда. Известны многочисленные случаи, когда приписываемое Ванге не сбывалось на самом деле. Например, было предсказано, что в финале Чемпионата мира по футболу 1994 года будут бороться «две команды, начинающиеся на букву „Б“», однако в финал из всех стран, название которых начинается на букву «Б», вышла только Бразилия, в то время как Болгария проиграла в полуфинале Италии и осталась четвёртой. Ванга якобы предсказывала, что Третья мировая война начнётся в ноябре 2010 года, а закончится в октябре 2014 года. Согласно свидетельству близких друзей Ванги, она никогда не предсказывала начала Третьей мировой войны и последующего конца света.
Несбывшиеся предсказания Ванги (из книги Л. Орловой «Ванга. Взгляд на Россию»):
- 2010 год. Начало Мировой войны. Война начнётся в ноябре 2010 года и окончится в октябре 2014 года. Начнётся как обычная, затем будет применено сначала ядерное, а потом и химическое оружие.
- 2011 год. В результате выпадения радиоактивных осадков в Северном полушарии не останется ни животных, ни растительности. Затем мусульмане начнут химическую войну против оставшихся в живых европейцев.
- 2014 год. Большинство людей будет страдать гнойниками, раком кожи и другими кожными болезнями (следствие химической войны).
- 2016 год. Европа почти безлюдна.

Анатолий Строев, бывший в 1985—1989 годах собственным корреспондентом «Комсомольской правды» в Болгарии, полагает, что в СССР про Вангу «журналисты придумывали сенсации ради тиража». Он рассказал о нескольких случаях, когда Ванга крупно ошибалась. Первым был его приезд вместе с одной журналисткой, которая направлялась к Ванге за помощью, а та заявила, что она замуж никогда не выйдет и детей не заведёт, хотя после возвращения в Москву она в течение года вышла замуж и родила дочь. Во втором случае в конце 1980-х годов в Волгограде в одно время пропали несколько детей, и два корреспондента из популярного журнала поехали к Ванге, которая им якобы сообщила, что дети живы и скоро будут найдены, но их так и не нашли. Третьим случаем была история в 1991 году, когда во время войны в Хорватии пропали советские журналисты Виктор Ногин и Геннадий Куринной и Ванга заявила, что оба живы, хотя позднее выяснилось, что они были расстреляны по обвинению в шпионаже в пользу Хорватии. Также Строев опровергает известный миф про «будильник для Гагарина», которую приводит в своей книге «Правда о Ванге» племянница ясновидицы Красимира Стоянова, когда к Ванге якобы приехал актёр Вячеслав Тихонов, и последняя ему заявила: «Ты почему не выполнил желания своего лучшего друга Юрия Гагарина? Перед своим последним полётом он пришёл к тебе домой и сказал: „Времени у меня нет, поэтому купи будильник и держи его на своём письменном столе. Пусть этот будильник напоминает тебе обо мне“». После этого Тихонову якобы стало плохо. Впоследствии Тихонов якобы рассказал, что после гибели Гагарина он, тяжело переживая смерть своего друга, забыл купить будильник. Строев отмечает, что в 1990 году на премьере фильма «Взбесившийся автобус» встретился в кинозале с Тихоновым и сказал: «Вячеслав Васильевич, прокомментируйте историю с Вангой!». Тихонов в свою очередь сказал: «Можно одним словом? Враньё! Я вас умоляю, напишите: ничего подобного не было. Никакого будильника я Гагарину не обещал! Да мы с ним и знакомы не были. Я его только на расстоянии видел на официальных мероприятиях, не более того».
Кроме того, Строев отмечает, что приписываемое Ванге предсказание о потоплении российской подводной лодки «Курск» является псевдопророчеством, которое ещё при её жизни задолго до гибели «Курска» «опроверг с её слов журналист Венцислав Зашев».
Бывший президент СССР М. С. Горбачёв опроверг, что был у Ванги и она ему предсказала распад СССР. В то же время Горбачёв сообщил, что «передавали ещё до моего прихода к власти её прогноз, что придёт „править Михаил“», но отметил, что «всё это по большому счёту чепуха», поскольку он относится «весьма критически» к «экстрасенсам, ясновидящим и прочим» и не доверяет провидцам.
В 1997 году в интервью Бедрос Киркоров заявил, что нет никакого особого пророчества о судьбе его сына Филиппа. Несмотря на это, в СМИ тиражируется легенда о той роли, которую Ванга якобы сыграла в жизни семейства Киркоровых. Заявляется, что после того, как Филипп в четыре года заболел, родители отвели его к Ванге, которая заявила, что мальчик поправится, а также предсказала, что у него будет великое будущее, поскольку она его якобы увидела с металлической палкой на горе, вокруг которой собрались восхищённые люди, что истолковывается как выступление Филиппа с микрофоном на музыкальном олимпе. Тогда же якобы Ванга предсказала ему женитьбу в двадцатисемилетнем возрасте на женщине с именем, начинающимся на букву «А», и рождение в 44 года дочери от суррогатной матери.
В 2004 году иллюзионист Юрий Горный в интервью журналу «Наука и жизнь» рассказал, что известный журналист и дипломат А. Е. Бовин, посетивший Вангу, отметил, что она «ровным счётом ничего не угадала ни в его прошлом, ни в настоящем, ни, как вскоре оказалось, в недалёком будущем». Сам Горный вспоминал, что предложил своему знакомому известному журналисту, фамилию которого не стал называть «по причинам, которые станут понятны чуть ниже», проверить прозорливость Ванги и её возможных осведомителей. Для этого он предложил журналисту, которого гостеприимные хозяева, помогавшие ему устроить встречу с Вангой, пригласили в сауну, «перед посещением бани заклеить часть мошонки пластырем. На вопросы, если таковые будут, порекомендовал не отвечать. Просто дать понять, что говорить на эту тему ему не хочется». Когда через неделю состоялась встреча с Вангой, то она, как отмечает Горный, «довольно точно описала, что происходило с моим знакомым в прошлом, что, впрочем, не очень удивительно: человек он известный, узнать за неделю о его житьё-бытьё сумел бы и заурядный астролог». Касательно предсказания Вангой будущего, по словам Горного, произошло следующее: 

«У вас будет всё хорошо по работе, — примерно так сказала Ванга, — но личные отношения будут складываться не вполне удачно. К сожалению, серьёзные проблемы с репродуктивными органами не позволят вам создать полноценную семью». Мой знакомый потом рассказывал, каких усилий ему стоило удержаться от хохота…
В 2016 году в интервью газете «Аргументы и факты» Горный отметил: «Когда к Ванге возили Сергея Михалкова, она сообщила ему, что его сын Андрон собирается уехать в Америку. Вообще-то, тогда об этом знала вся Европа, в Москве об этом говорили в банях и метро. Но одно дело — собеседник в бане и совсем другое — слепая отшельница в маленьком болгарском селе. Это впечатляет. В чём фокус? Михалкова сопровождал куратор из партийных органов Болгарии, и понятно, что он заранее проинформировал Вангу о том, кто к ней пришёл, и поведал кое-какие сведения о нём. […] Другой случай. Мне рассказывал о своём визите к Ванге Александр Бовин, наш политический обозреватель. Она сказала ему, что в течение месяца СССР введёт в Чили войска. Дело было в 1973 г., к власти в этой стране пришёл Пиночет. Но мы войска в Чили не ввели, и очевидно, что тут болгарские спецслужбы в своих международных прогнозах слегка оплошали (смеётся). Однако не всё так просто. На самом деле прогноз-то сбылся, только в другом месте и в другое время. Через несколько лет СССР ввёл войска в Афганистан». […] «И всё же Ванга была уникальным человеком, просто её, старуху несчастную, использовали. Потеряв зрение, она развила в себе феноменальную способность различать звуковую информацию. Это помогало ей расшифровывать структуру личности человека (вдобавок к тому, что ей о нём сообщали). Вот эти её способности надо было изучать специалистам, а не отмахиваться: дескать, мы телепатией не занимаемся. Она, кстати, телепатом и не была. А вот экстрасенсом была выдающимся».

### Отношение спецслужб Болгарии и СССР
Генерал-лейтенант КГБ в отставке Олег Леонов отправлял в Болгарию несколько раз для изучения Ванги советского экстрасенса Владимира Сафонова, который, как считал Леонов, «по своим способностям был покруче болгарской целительницы».
Подполковник КГБ в отставке Евгений Сергиенко отметил, что «часто она ошибалась, но это было не принято разглашать», поскольку к Ванге «направляли людей самого высокого полёта», и поэтому она была для чекистов «способом добычи информации». Сергиенко высказал мнение, что «нельзя сказать, что Ванга работала на КГБ, но её помощники с нами сотрудничали», поскольку с их помощью «наши агенты получали нужную информацию». А для этого специальные службы «всячески способствовали формированию легенд о чудесных лекарях в массовом масштабе». Сергиенко заявил, что знает «болгарского журналиста, которого спецслужбы нацелили на раскручивание популярности Ванги», и он пустил легенду о врачевательнице, которую болгарские спецслужбы дальше помогали развивать, поскольку «это было выгодно и им, и КГБ».
В свою очередь бывший майор болгарского КГБ Николай Стойчев в интервью журналисту Г. А. Зотову указал: «В 1967 г. Вангу оформили как госслужащую с зарплатой в 200 левов в месяц. Каждый гражданин Болгарии за встречу платил 10 левов, а иностранец — 50 долларов. Случай уникальный — представьте, в СССР взяли бы юродивого или монаха на официальную должность? Лидер Болгарии Тодор Живков дважды приезжал к Ванге инкогнито и был впечатлён: она знала всё о его жизни — „твоих друзей убили, ты скрывался в подвале“». При этом Зотов отметил, что «Живкову было невдомёк: „сенсации“ окружению Ванги предоставил председатель КГБ Ангел Солаков». Кроме того, он добавил: "В 1974 г. от нашего агента в Лондоне пришло донесение. Там говорилось: высшие чины в ЦРУ изрядно обеспокоены возможностями пророчицы из Рупите. Например, замначальника европейского отдела Кевин Лексли заявил на секретном совещании: «С ней надо что-то делать. Как считает „пси-группа“, Ванга видит всё, что происходит на наших военных базах в Европе». Под «пси-группой» подразумевалась команда из 20 экстрасенсов доктора Эдвина Мэя, официально состоявших на службе в ЦРУ. Сперва они пытались «заглушить» Вангу, чтобы помешать слепой бабушке «разглядывать» секретные объекты: но потерпели неудачу. Затем сельскую старушку обвинили в развале разведсети НАТО в Болгарии. Один из экстрасенсов «пси-группы», Алина Хейвиц, в своём докладе утверждала: «Энергетика Ванги столь сильна, что она способна „рассмотреть“ любой документ на столе у любого начальника в США». Угрозу, исходящую от бабушки, восприняли чрезвычайно серьёзно: экстрасенсы предложили… организовать операцию по похищению Ванги, чтобы «заставить её работать на нас». Директор ЦРУ счёл это «бредом», не дав идее хода".
Болгарский журналист Светослава Тадарыкова, проводившая подробное расследование всей жизни Ванги и располагавшая фотографиями офицеров государственной безопасности напрямую связанных с Вангой утверждала: «Ванга, без сомнения, была агентом отдела государственной безопасности и сотрудничала со спецслужбами с 1971 по 1984 год».
Исследователь Б. В. Соколов в свою очередь высказал мнение, что отношения Ванги с органами государственной безопасности не всегда были гладкими, приводя в качестве примера внезапный обыск в её доме 20 сентября 1974 года по подозрению Ванги в шпионаже. Он приводит описание события болгарским журналистом Надеждой Димовой, согласно которой милиционеры «высыпали на пол крупу, били посуду, перерыли шкаф с бельём, крушили всё что ни попадётся под руку», разыскивая «вещественные доказательства шпионской деятельности хозяйки», поскольку «в те времена у Болгарии были натянутые отношения с Югославией, её родной страной». Возвратившись домой Ванга была очень расстроена беспорядком и пропажей вещей, потеряла сознание и была госпитализирована с инфарктом. Кроме того, Соколов ссылается на следующее высказывание насельника Зографского монастыря во имя великомученика Георгия на Афоне иеромонаха Виссариона, сделанное им в книге «Ванга — портрет одной современной колдуньи»: «Это тесное (и в некоторой мере принудительное) сотрудничество Ванги с отделом государственной безопасности является логической предпоставкой и очень хорошо объясняет содержание одного нотариального акта о публичном завещании Ванги, сделанном в самом конце этого периода, 6 сентября 1984 года, которое позже вызвало бурные протесты наследников Ванги, сделавших безуспешные попытки опровергнуть его в суде. В этом акте сказано, что „в знак признательности и уважения к БКП и народной власти, благодарности за заботу и внимание, проявленные ко мне, я завещаю болгарскому государству всё своё имущество (недвижимое, движимое, сберегательные вложения в виде денег и ценностей), всё, что имею. В связи с завещанием, мое желание — по усмотрению соответствующих государственных органов — чтобы моё жилище, находящееся в городе Петрич, на ул. Ополченской № 10, вместе с вещами, находящимися в нём, было учреждено в музей, а на средства от сберегательных вкладов и других ценностей было открыто детское заведение, носящее мое имя“».

## Память
При жизни Ванги изданы 4 книги о ней: К. Стоянова «Ванга» (1989, перевод на русский язык опубликован под названием «Болгарская пророчица Ванга» в 1990 году), К. Стоянова «Вся правда о Ванге» (1994, на русском языке вышла в 1997 году), В. М. Сидоров «Людмила и Вангелия» (1992), Стойчо Божков «Ванга и Мадлен» (1995). Н. Н. Китаев отмечает: «„Канонической“ биографией болгарской ясновидящей считается брошюра „Ванга“, написанная её племянницей Красимирой Стояновой, выпущенная в 1989 г. издательством „Болгарский писатель“. В 1990 г. это произведение появилось в СССР в журнале „Дружба“, а затем вышло отдельным изданием».
Имя Ванги стало нарицательным и широко используется в средствах массовой информации. В 2016 году в «Словарь языка интернета.ru», вышедший под редакцией М. А. Кронгауза, был занесён глагол «ванговать», означающий в шутливой форме «предсказывать, пророчить».
В доме Ванги в Петриче 5 мая 2008 года был открыт посвящённый ей музей. В 2011 году к столетию со дня рождения Ванги в Рупите было установлено её изваяние весом в 400 килограммов.
В 2014 году в Болгарии торжественно отметили 20-летний юбилей открытия храма, построенного на средства Ванги.

## Художественные и документальные фильмы о Ванге
- «Ванга: Предсказание» — документальный фильм В. Викулина (2006)
- «Русские сенсации: Ванга — пророчество для России» — документальный фильм, снятый НТВ (2007)
- «Тайны века: Ванга. Мир видимый и невидимый» — документальный фильм Е. Кругликовой (2011)
- «Великая Ванга» — документальный фильм, снятый НТВ для программы «Очная ставка» (2011)
- «Ванга возвращается! Секретный архив прорицательницы» — документальный фильм НТВ (2011) — в этом фильме была представлена, возможно, наследница Ванги: девочка из Франции по имени Каедэ.
- «Чистосердечное признание: Ванга» — документальный фильм, снятый НТВ (2011)
- «Второе пришествие Ванги» — документальный фильм, снятый НТВ (2011)
- «Ванга. Мир видимый и невидимый» — документальный фильм, снятый Останкино (2011)
- «Вся правда о Ванге» — документальный фильм, снятый РЕН ТВ (2011)
- «Русские сенсации: Исповедь Ванги» — документальный фильм, снятый НТВ (2011)
- «Вангелия» — художественный биографический сериал производства Украины, России, Болгарии, Белоруссии (2013).
- «Мир расколется пополам. Предупреждения Ванги. Тайные знаки». [ТВ-3 28.01.09] (Вера Кильчевская) [2009 г., ТВ программа]
- «О чём молчала Ванга» (Андрей Розенблат) [2010, Документальный фильм]
- «Феномен Ванги» (фильм первый и второй) [2011, документальный фильм]
- «Настоящая Ванга» (12 серий) [2014, документальный фильм, Mainstream TV Company]
- «Знать будущее. Жизнь после Ванги» (20 серий) (2014—2015), Мейнстрим продакшн
- «Новые русские сенсации: Ванга. Пророчества 2017» — документальный фильм, НТВ (2017)
- «Новые русские сенсации: Последний свидетель Ванги» — документальный фильм, НТВ (2018)
- «Я вижу, следовательно, я существую» — документальный фильм, НТВ (2020)